# Periodontitis apical

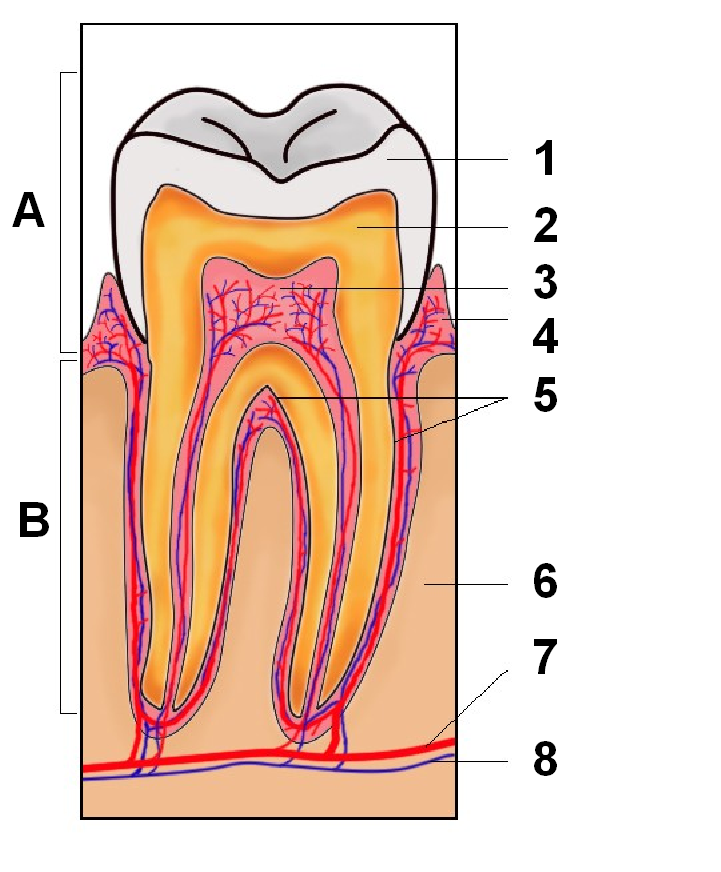
Sección transversal de un diente: A Corona dental, B Raíz dental, 1 Esmalte, 2 Dentina, 3 Pulpa, 4 Encía, 5 Tejido conectivo, 6 Hueso, 7 Vaso sanguíneo, 8 Nervio

En medicina se designa con el nombre de periodontitis apical a la enfermedad dental que afecta los tejidos periapicales y produce inflamación de los mismos. Se llama región periapical a aquella situada junto al vértice o extremo de la raíz dental.

## Etiología

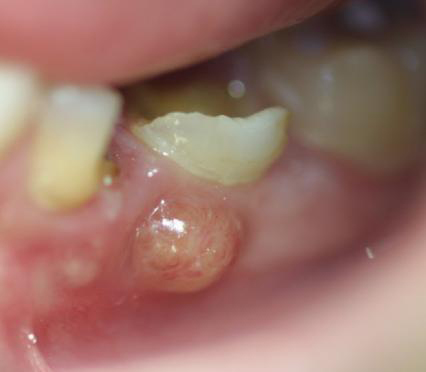
Absceso periapical secundario a una rotura dental, pulpitis y periodontitis apical

Generalmente es de etiología bacteriana y consecuencia de caries o traumatismos que han ocasionado infección de la pulpa dental (pulpitis).

## Clasificación
Puede ser aguda o crónica.

## Síntomas
La peridontitis apical aguda produce un dolor dental de inicio brusco, intenso, continuo y pulsátil. El paciente generalmente localiza bien el punto que genera el dolor. En la periodontitis apical crónica que frecuentemente procede de una aguda, el paciente no presenta dolor, pero suelen presentarse complicaciones como absceso apical crónico, por acumulación purulenta, que acaba por drenarse espontáneamente a través del hueso, provocando una fístula hacia el interior de la cavidad bucal o el exterior.

## Complicaciones
La periodontitis apical aguda puede dar lugar a varias complicaciones, entre ellas la formación de un absceso periapical agudo, un absceso subperióstico y la formación de una celulitis por extensión de la infección a los tejidos próximos. La periodontitis apical crónica puede dar lugar a la formación de un quiste apical, un absceso apical crónico y su fistulización.

## Tratamiento
Su tratamiento requiere erradicar los microorganismos del conducto radicular y obturarlo para lograr la reparación posterior. En ocasiones es preciso la extracción de la pieza dental en que se ha originado el proceso. Las complicaciones como los quistes apicales puede requerir tratamientos más complejos por parte del cirujano maxilofacial.